# Federica De Paolis
Federica De Paolis (Roma, 8 settembre 1971) è una scrittrice e dialoghista italiana.

## Biografia
Nata a Roma nel 1971, dove vive e svolge la professione di scrittrice, dialoghista cinematografica e autrice televisiva.
Si è laureata in Lettere all'Università La Sapienza nel 1995 con un tesi su: "Il tema dell'acqua tra la pittura di David Hockney e il cinema di Peter Greenaway"
Nel 2005 realizza con Angelo Bozzolini, il documentario De la famille et d'un amour immodéré sulla cinematografia di Robert Guédiguian,  presentato al Torino Film Festival fuori concorso.
Nel 2006 ha esordito nella narrativa con il romanzo Lasciami andare, seguito a distanza di due anni dalla raccolta di racconti Via da qui e da altri 5 romanzi e ha insegnato all'Istituto Europeo di Design sceneggiatura e scrittura creativa.
Con il romanzo Ti ascolto si è aggiudica il Premio Pavoncella alla creatività femminile nel 2011.
Definita dal giornalista e scrittore Paolo Fallai "...artigiana delle parole", nel 2019 ha vinto il Premio Internazionale di Letteratura Città di Como nella categoria "Miglior thriller" con Notturno salentino.
Nominata con il film Il viaggio di Yao al Gran Premio Internazionale del doppiaggio nel 2019 nella categoria "Miglior Adattamento", nel 2020 si è aggiudicata la seconda edizione del Premio DeA Planeta con il romanzo Le imperfette partecipando al concorso usando lo pseudonimo di "Paola Punturieri", il nome della madre della scrittrice.
Con il romanzo "Le distrazioni" nel 2022 ha vinto il premio selezione Bancarella. Finalista al Premio Asti d'Appello. 
Finalista al premio Viareggio Rèpaci con Da parte di madre, Feltrinelli editore 2024.
I suoi libri sono stati tradotti in Francia, Germania, Inghilterra, Spagna, Russia, Macedonia e Portogallo.
Insegna nella scuola di scrittura creativa "Molly Bloom" a Roma. Scrive su "La Stampa".

## Opere

### Romanzi
- Lasciami andare, Roma, Fazi, 2006 ISBN 88-8112-761-X.
- Ti ascolto, Milano, Bompiani, 2011 ISBN 978-88-452-6650-8.
- Rewind, Milano, Bompiani, 2014 ISBN 978-88-452-7812-9.
- Notturno salentino, Milano, Mondadori, 2018 ISBN 978-88-04-68612-5.
- Le imperfette, Milano, DeA Planeta, 2020 ISBN 978-88-511-8247-2.
- Le distrazioni, Milano, Harpercollins 2022 ISBN 9791259850720.
- Da parte di madre, Milano, Feltrinelli, 2024 ISBN 978-88-07-03586-9.

### Raccolte di racconti
- Via di qui, Roma, Fazi, 2008 ISBN 978-88-8112-907-2.

### Curatele
- Pensiero madre di AA. VV., Castel di Sangro,  Neo, 2016 ISBN 978-88-96176-40-5.

### Antologie
- Lettere ai Politici, Fazi editore 2007
- E lieve sia la terra: 24 scrittori per i morti del terremoto in Abruzzo di AA. VV., L'Aquila, Textus, 2011 ISBN 978-88-87132-68-7
- ESC, quando tutto finisce. A cura di Rossano Astremo e Mauro Maraschi. Hacca edizioni. 2013
- Gli stonati. A cura di  Alessio Romano. Neo Edizioni. 2014
- L’amore ai tempi dell’apocalisse, a cura di Paolo Zardi. Galaad edizione. 2015

### Racconti
- Bestie; Minima&Moralia
- Il tempo interiore; Minima&Moralia

## Filmografia
- L'apparizione (L'apparition), regia di Xavier Giannoli (2018)
- Il viaggio di Yao (Yao), regia di Philippe Godeau (2018)
- Under the Silver Lake, regia di David Robert Mitchell (2018)
- La ragazza del punk innamorato (How to Talk to Girls at Parties), regia di John Cameron Mitchell (2017)
- L'amore secondo Isabelle, (Un beau soleil intérieur), regia di Claire Denis (2017)
- Copia conforme (Copie conforme), regia di Abbas Kiarostami (2010)
- Un bacio romantico (My Blueberry Nights), regia di Wong Kar-Way (2008)
- Le tre scimmie (Üç maymun), regia di Nuri Bilge Ceylan (2008)
- Savage Grace, regia di Tom Kalin (2008)
- Tiffany e i tre briganti (Die Drei Räuber), regia di Hayo Freitag (2007)
- Il mio amico giardiniere (Dialogue avec mon jardinier), regia di Jean Becker (2007)
- Il piacere e l'amore (Iklimler), regia di Nuri Bilge Ceylan (2007)
- Le luci della sera (Laitakaupungin valot), regia di Aki Kaurismaky (2006)
- Hotel a cinque stelle (Quatre étoiles), regia di Cristian Vincent (2006)
- La commedia del potere (L'ivresse du pouvoir), regia di Claude Chabrol (2006)
- Shangai dreams (Qīng Hóng), regia di Wang Xiaoshuai (2005)
- Un bacio appassionato (Ae Fond Kiss...), regia di Ken Loach (2005)
- Niente da nascondere (Caché), regia di Michale Haneke (2005)
- La vita segreta delle parole (La vida secreta de las palabras), regia di Isabel Coixet (2005)
- Le ricamatrici (Brodeuses), regia di Éléonore Faucher (2005)
- Matrimoni e pregiudizi (Bride and Prejudice), regia di Gurinder Chadha (2004)
- Non desiderare la donna d'altri (Brødre), regia di Susanne Bier (2004)
- La grande seduzione (La grande séduction), regia di Jean-François Pouliot (2004)
- Il tempo dei lupi (Le temps du loup), regia di Michale Haneke (2004)
- 5X2, regia di Francois Ozon (2004)
- L'amore non basta mai (Masjävlar), regia di Maria Blom (2004)
- I giochi dei grandi (We Don't Live Here Anymore), regia di John Curran (2004)
- La ragazza delle balene (Whale Rider), regia di Niki Caro (2003)
- Swimming Pool, regia di Francois ozon (2003)
- L'eredità (Arven), regia di Per Fly (2003)
- M'ama non m'ama (À la folie... pas du tout), regia di Laetitia Colambani (2002)
- Novo, regia di Jean-Pierre Limosin (2002)
- Le donne vere hanno le curve (Real Women Have Curves), regia di Patricia Cardoso (2002)
- Marie-Jo e i suoi due amori (Marie-Jo et ses dieux amours), regia di Robert Guediguian (2002)
- Dieci (Ten), regia di Abbas Kiarostamy (2002)
- La pianista (La pianiste), regia di Michael Haneke (2001)
- Liam, regia di Stephen Frears (2001)
- Mademoiselle, regia di Philippe Lioret (2001)
- Il Segreto (Le secret), regia di Virginie Wagon (2000)

## Televisione
- Grande amore (2019-2020) (autrice)

## Premi e riconoscimenti
- Premio Pavoncella: 2011 vincitrice con il romanzo Ti ascolto
- Premio Internazionale di Letteratura Città di Como: 2019 vincitrice nella categoria "Miglior thriller" con Notturno salentino
- Premio DeA Planeta: 2020 vincitrice con Le imperfette
- Vincitore del premio sezione bancarella 2023 con Le distrazioni, HarperCollins
- Romanzo prescelto dalla giuria popolare Premio Letterario Città Lugnano 2023 con Le distrazioni, HarperCollins
- Finalista al Premio Viareggio Rèpaci con Da parte di madre, Feltrinelli 2024.